# Arbutus andrachne
Il corbezzolo greco o corbezzolo di Cipro (Arbutus andrachne (L., 1759) è un cespuglio sempreverde o un piccolo albero della famiglia Ericaceae, nativo del bacino del Mediterraneo, del Medio Oriente e dell'Asia sudoccidentale.

## Descrizione
A. andrachne è un cespuglio o piccolo albero sempreverde che può raggiungere gli 8 m di altezza.
La corteccia è rossiccia e si sfoglia in lamine.
Le foglie sono oblunghe, con margini interi o seghettati, di tessitura coriacea, lunghe da 5 a 10 cm e di colore verde scuro nella faccia superiore, verde chiaro nella inferiore.
I fiori sono raggruppati in pannocchie erette di colore bianco, sono ermafroditi e profumati. I suoi insetti impollinatori sono le api.
Il frutto è una piccola bacca sferica di colore rosso-arancione di diametro compreso fra 1 e 1,5 cm, con la superficie ruvida e granulare. Il frutto è commestibile e di sapore dolce.
I semi maturano in autunno.
Il legno è duro e granulare.
La corteccia presenta una strana condizione, in epoca di rinnovo si stacca completamente a pezzi sottili che si accartocciano, mostrando la sottostante nuova corteccia che è estremamente liscia e lucida, di colore avorio che passa poi al ambrato - rossiccio.

## Distribuzione e habitat
È una specie tipica della macchia mediterranea, diffusa nel bacino del Mediterraneo orientale dalle coste della Croazia fino al Libano e Israele. Presente anche nel bacino del Mar Nero principalmente in Turchia e in Crimea, raro in Georgia.

## Coltivazione

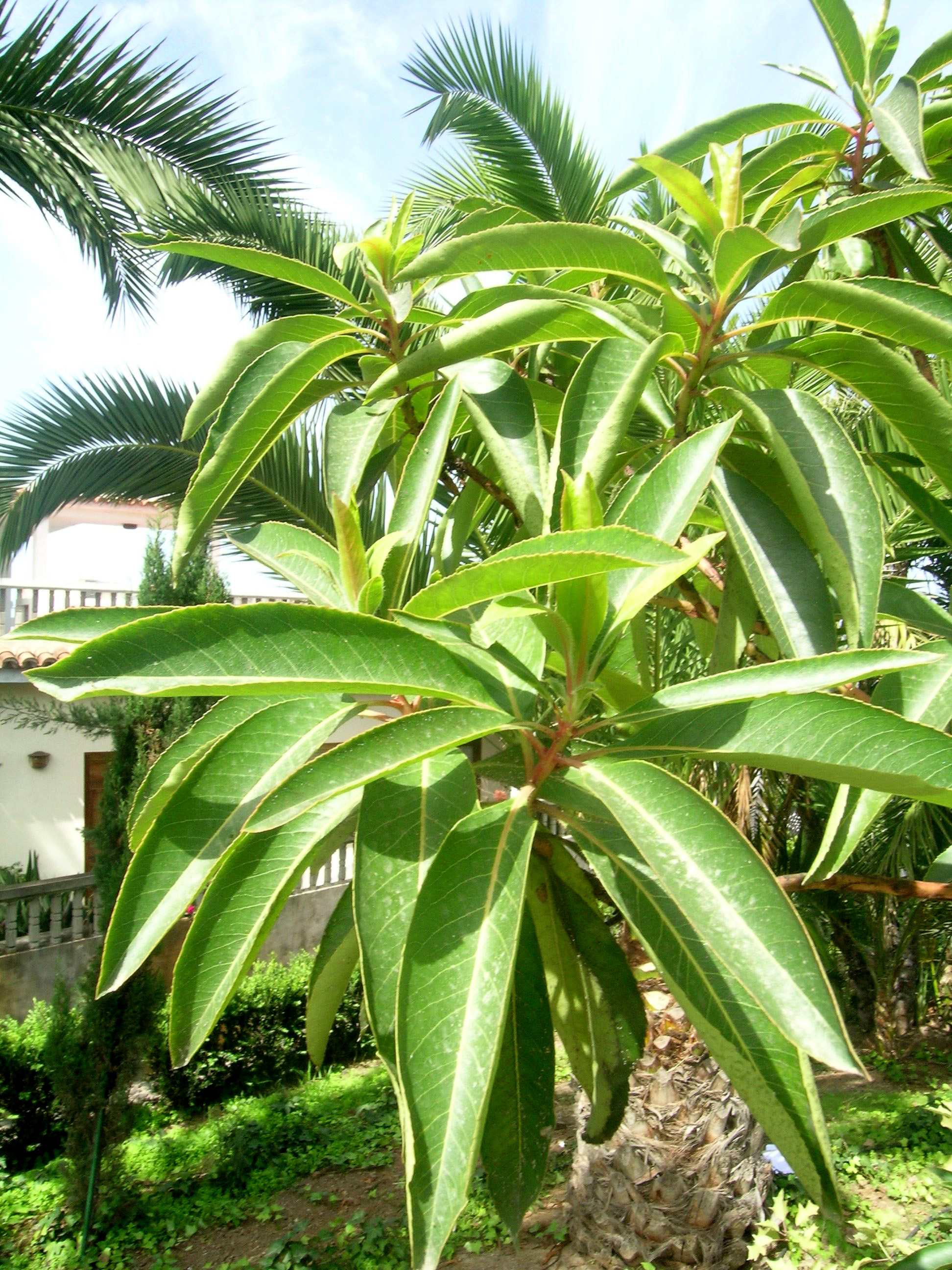
Fogliame di Arbutus andrachne.

Si riproduce fondamentalmente da seme, essendo molto complicata la riproduzione per talea.
Prima di essere piantato, il seme deve restare alcuni giorni in acqua tiepida.
Il semenzaio deve essere posizionato in un luogo ombroso. I semi germinano in circa due-tre mesi.
Prospera in tutti i tipi di suolo, tranne in quelli calcarei, sia che siano umidi o secchi. Cresce lentamente e non tollera i trapianti.
Si può piantarlo da sole pieno a mezza ombra e sopporta bene i freddi non troppo intensi (fino a -15 °C). Gli esemplari adulti tollerano bene i periodi di siccità.

## Usi
A. andrachne si coltiva per i suoi frutti, il suo legno, per la costruzione di recinzioni e come albero ornamentale.
L'uso alimentare dei frutti è molto conosciuto.
Con essi si preparano:
- Marmellate e confetture;
- Bibite alcoliche ottenute per fermentazione;
- Prodotto confezionato in sciroppo: questo uso sembra essere molto più comune e conosciuto nei paesi asiatici.

Non si conoscono impieghi come medicinale, sebbene sia utilizzato in omeopatia per il trattamento di eczemi, lombalgie e disturbi vescicali.
Questo corbezzolo è una ottima pianta mellifera; si ottiene un miele con il retrogusto amaro. Fiorisce in marzo-aprile, quindi è disponibile per le api che bottinano in epoca diversa del più comune Arbutus unedo, che ha fioritutra autunnale.

## Giardinaggio
Il botanico Peter Collinson riferì che Arbutus andrachne fiorì per la prima volta in Inghilterra nel 1765, negli estesi giardino botanico e serre del Dott. John Fothergill a Upton House, Essex (ora West Ham Park).

## Nella letteratura
Dalla descrizione sembra che sia l'arbutus Andrachne...